# منصف زرقا
منصف زرقا (عربی: منصف زرقا؛ زادهٔ ۳۰ اوت ۱۹۸۱) بازیکن فوتبال اهل مراکش بود.
از باشگاه‌هایی که در آن بازی کرده‌است می‌توان به نیوانگلند رولوشن، باشگاه فوتبال پترولول پلویشت، باشگاه فوتبال نانت، باشگاه فوتبال نانسی، و باشگاه فوتبال ایراکلیس ۱۹۰۸ اشاره کرد.
وی همچنین در تیم‌های ملی فوتبال زیر ۲۳ سال مراکش و مراکش بازی کرده‌است.